# Nicola Bonifacio Logroscino
Nicola Bonifacio Logroscino, baptisé à Bitonto le 22 octobre 1698 et mort à Palerme (ou peut-être Naples) en 1764 ou 1765, est un compositeur italien.

## Biographie
Fils de Nicola et de Teresa Santone, il a été baptisé Bonifacio Nicola à la paroisse S. Egidio Abate. Son oncle don Pietro Logroscino, maître de chapelle à la Cathédrale de Bitonto, lui a probablement donné ses premières leçons de musique. En juin 1714, il a été admis avec son frère cadet Pietro au Conservatoire de Santa Maria di Loreto à Naples, où il a été l'élève de Giovanni Veneziano et Giuliano Perugino. Logroscino est resté à l'école jusqu'à 1727; au cours de cette période, il a probablement été nommé « mastricello ». Le 1er octobre 1727, les deux frères ont été expulsés par un décret des gouverneurs du conservatoire « per alcune loro male qualità » (pour avoir eu un comportement qui ne convient pas). Pietro a été cependant réadmis, mais pas son frère. En mai 1728, Nicola est devenu organiste auprès de l'archevêché de Conza, poste qu'il a occupé jusqu'en juin 1731 quand il est retourné à Naples pour se marier en novembre de cette année.
En 1730 est composée sa première œuvre, l'oratorio Il mondo trionfante nella concezione di Maria sempre Vergine, représenté à Brno à la cour du cardinal von Schrattenbach, évêque de Olomouc. En 1735 est mis en scène au Teatro della Pace de Naples le premier opéra comique dont on connaît la date, Lo creduto infedele. Il est suivi par deux autres opéras comique, Tanto ben che male et Il vecchio marito,, mais son premier grand succès est obtenu en 1738 à Rome au Teatro delle Dame avec le drame Il Quinto Fabio. Dès lors, commence une période d'activité intense de créations d'opéras, et surtout d'opéras-comiques, en particulier pour le Teatro dei Fiorentini et le Teatro Nuovo de Naples. Sa réputation a commencé à décliner en 1757-58, quand Niccolo Piccinni a pris sa place de « compositeur favori » dans le monde de l'opéra buffa napolitain. Le 1er septembre 1758, il a déménagé à Palerme pour occuper le prestigieux poste de maître de chapelle au collège dei Figliuoli dispersi, prenant la suite de P. Savoia.
Il termine ses vingt ans d'activité en tant que compositeur d'opéra avec le dramma giocoso La gelosia, opéra qui a été mis en scène à titre posthume à l'automne 1765, alors que le compositeur est mort entre le 30 novembre 1764 et le 12 janvier 1765.

## Œuvres

### Opéras
Liste de 43 opéras de Logroscino; l'année et la ville font référence à la première représentation.
- Lo creduto infedele (opera buffa, livret de Antonio Palomba, Naples, 1735)
- Tanto ben che male (entre 1735 et 1738, Naples)
- Il vecchio marito (entre 1735 et 1738, Naples)
- Il Quinto Fabio (dramma per musica, livret de Antonio Salvi, 1738, Rome)
- Inganno per inganno (opera buffa, livret de Gennaro Antonio Federico, 1738, Naples)
- La violante (opera buffa, livret de Antonio Palomba, 1741, Naples; réélaboration de L'amor costante de Pietro Auletta)
- Amore ed amistade (opera buffa, 1742, Naples)
- La Lionora (opera buffa, livret de Gennaro Antonio Federico, 1742, Naples)
- Adriano (dramma per musica, livret de Pietro Metastasio, 1742)
- Il Riccardo (opera buffa, 1743, Naples)
- Festa teatrale per la nascita del Reale Infante (1re partie) (festa musicale, 1743, Naples; 2e partie composée par Gennaro Manna)
- Il Leandro (opera buffa, livret de Antonio Villani, 1743, Naples)
- Ciommettella correvata (opera buffa, livret de Pietro Trinchera, 1744, Naples; repris sous le nom de Lo Cicisbeo, 1751, Naples)
- Li zite (opera buffa, livret de Pietro Trinchera, 1745, Naples)
- Don Paduano (opera buffa, livret de Pietro Trinchera, 1745, Naples)
- Il governatore (opera buffa, livret de Domenico Canicà, 1747, Naples)
- La Costanza (opera buffa, livret de Antonio Palomba, 1747, Naples)
- Il Giunio Bruto (dramma per musica, livret de Mariangela Passeri, 1748, Rome)
- La contessa di Belcolore (intermezzo, livret de Niccolò Carulli, 1748, Florence)
- Li despiette d'ammore (1er et 2e actes) (opera buffa, livret de Antonio Palomba, 1748, Naples; 3e acte de Nicola Calandro)
- A finta frascatana (opera buffa, livret de Gennaro Antonio Federico, 1751, Naples; rielaborazione de L'amor vuol sofferenza di Leonardo Leo)
- Amore figlio del piacere (opera buffa, livret de Antonio Palomba, 1751, Naples; en collaboration avec Giuseppe Ventura)
- Lo finto Perziano (opera buffa, livret de Pietro Trinchera, 1752, Naples)
- La Griselda (opera buffa, livret de Antonio Palomba, 1752, Naples)
- La pastorella scaltra (intermezzo, 1753, Rome)
- L'Elmira generosa (opera buffa, livret de Pietro Trinchera, 1753, Naples; en collaboration avec Emanuele Barbella)
- L'Olimpiade (dramma per musica, livret de Pietro Metastasio, 1753, Rome)
- Le chiajese cantarine (opera buffa, livret de Pietro Trinchera, 1754, Naples; en collaboration avec Domenico Fischietti; rielaborazione de L'abate Collarone di Domenico Fischietti)
- La Rosmonda (opera buffa, livret de Antonio Palomba, 1755, Naples; en collaboration avec Carlo Cecere et Tommaso Traetta)
- Le finte magie (opera buffa, 1756, Naples)
- I disturbi (opera buffa, 1756, Naples; en collaboration avec Tommaso Traetta)
- La finta 'mbreana (opera buffa, livret de G. Bisceglia, 1756, Naples; en collaboration avec Pasquale Errichelli)
- La fante di buon gusto (opera buffa, livret de Antonio Palomba, 1758, Naples; repris sous le nom de La furba burlata avec des contributions de Niccolò Piccinni et Giacomo Insanguine, 1760, Naples)
- Le nozze (3e acte) (pasticcio, livret de Carlo Goldoni, 1760, Palerme; 1er et 2e actes de Baldassarre Galuppi)
- Il Natale di Achille (azione drammatica, livret de Giovanni Baldanza, 1760, Palerme)
- Perseo (azione drammatica, livret de Giovanni Baldanza, 1762, Palerme)
- L'innamorato balordo (opera buffa, livret de De Naples, 1763, Naples; en collaboration avec Giacomo Insanguine)
- Le viaggiatrici di bell'umore (opera buffa, livret de De Naples, 1763, Naples; en collaboration avec Giacomo Insanguine)
- Il tempo dell'onore (componimento drammatico, livret de Giovanni Baldanza, 1765, Palerme; en collaboration avec Antonino Speraindeo)
- La gelosia (dramma giocoso, 1765, Venezia)

### Autres œuvres
- Il mondo trionfante nella concezione di Maria sempre Vergine (azione sacra, Brno, 1730)
- Oratorio in onore di Sant'Anna (oratorio, 1746, Naples)
- Stabat mater in mi bemolle maggiore per soprano, contralto, 2 violini e basso continuo (1760, Palerme)
- Ester (oratorio, 1761, Catania)
- La spedizione di Giosue contro gli Amalechiti (oratorio, 1763, Palerme)
- Gesù presentato nel tempio (azione sacra)
- La tolleranza premiata (azione sacra)
- Stabat mater in sol minore per soprano, contralto, 2 violini, viola e basso continuo (così appare nel catalogo della Biblioteca del Conservatorio di Naples, ma l'opera è di Caffaro!)
- Parafrasi dello Stabat mater in mi bemolle maggiore per soprano, contralto, tenore, 2 violini, viola, fagotto e basso continuo
- Vari salmi per soprano, contralto, tenore, basso, 2 violini e basso continuo
- Quartetto d'archi in re maggiore
- Concerto per flauto
- Sinfonia in re maggiore

## Source
- (it) Cet article est partiellement ou en totalité issu de l’article de Wikipédia en italien intitulé « Nicola Bonifacio Logroscino » (voir la liste des auteurs).